# Styphnolobium
Styphnolobium  (Schott, 1829) è un genere di piante della famiglia delle Fabacee.

## Tassonomia
Il genere comprende le seguenti specie:
- Styphnolobium affine (Torr. & A.Gray) Walp.
- Styphnolobium burseroides M.Sousa, Rudd & Medrano
- Styphnolobium caudatum M.Sousa & Rudd
- Styphnolobium conzattii (Standl.) M.Sousa & Rudd
- Styphnolobium japonicum (L.) Schott
- Styphnolobium monteviridis M.Sousa & Rudd
- Styphnolobium parviflorum M.Sousa & Rudd
- Styphnolobium protantherum M.Sousa & Rudd
- Styphnolobium sporadicum M.Sousa & Rudd